# Léal Souvenir
Léal Souvenir (o Timoteu o Retrat d'un jove) és un petit oli sobre taula de roure fet el 1432 per l'artista primitiu flamenc Jan van Eyck. El personatge no ha estat identificat, però les seves característiques suggereixen que es tracta d'una persona històrica més que un ideal hipotètic, habitual en el Renaixement nòrdic contemporani al retrat; hi ha una contradicció entre la seva aparença modesta i l'expressió enganyosament sofisticat. El retrat es troba en dins una imitació de parapet que conté tres capes d'inscripcions pintades, cadascuna representada com cisellat en pedra. Van Eyck no va tenia domini ni de grec clàssic ni de llatí, i va fer alguns errors, així que les lectures dels estudiosos moderns estan dividides. La primera inscripció és en grec i sembla dir: "TYΜ.ωΘΕΟC", un text que no ha estat satisfactòriament interpretat però s'ha interpretat com si el títol de l'obra pogués ser Timotheus. El text del mig és en francès: "Leal Souvenir" (Record Lleial) i indica que el retrat és commemoratiu i es va completar després de la mort de l'home. La tercera és la signatura de Van Eyck i la data d'execució en una mena de text legal, incitant a pensar que l'home estava relacionat en aquella professió.
Les característiques del model han estat descrites com "senzill i rústic", però, està presenta com reflexiu i introspectiu. Un nombre d'historiadors de l'art han detectat un aire funest en la seva expressió, potser com l'historiador de l'art Erwin Panofsky suggereix, el personatge pateix de "soledat". El quadre va ser adquirit el 1857 per la National Gallery de Londres, on es troba en exhibició permanent. Pel que sembla era un membre prou important del cercle del duc de Borgonya, Felip el Bo, a qui el pintor de la cort li hauria retratat i alineant-lo amb una figura de l'antiguitat. L'historiador de l'art del segle xix Hippolyte Fierens Gevaert va identificar les lletres "TYΜ.ωΘΕΟC" amb el músic grec Timoteu de Mileto. Panofsky va apuntar la mateixa conclusió, eliminant altres grecs anomenats Timoteu; eren de perfil religiós o militar, unes professions que no encaixen amb el vestit del personatge. Panofsky creia que l'home era probablement un músic d'alt rang dins la cort de Felip. Una investigació més recent se centra en l'aparent argot legal de les inscripcions, i afavoreix la idea que l'home era un assessor legal de la corona, potser fins i tot va reportar al mateix Van Eyck.